# کتابخانه عمومی شهر ماچادو د اسیس
کتابخانه عمومی شهر ماچادو د آسیس در نوو هامبورگو، ایالت ریو گراند دو سول واقع شده‌است. ساختمان کتابخانه در سال ۱۹۰۸ به سبک گوتیک ساخته شد. این محل قبلاً از سال ۱۹۰۹ تا ۱۹۲۱ به عنوان مدرسه آموزش انجیل استفاده می‌شد. متعاقباً این ساختمان در سال ۱۹۷۸ به عنوان ملک عمومی بازسازی شده و در ۱۸ فوریه ۱۹۸۲ به عنوان کتابخانه عمومی شهرداری برای استفاده عموم بکار گرفته شد.